# Gwyn Jones (spisovatel)
Gwyn Jones (24. května 1907 Blackwood – 6. prosince 1999 Aberystwyth) byl velšský spisovatel a překladatel. Narodil se v jihovelšském Blackwoodu. Věnoval se překládání severské literatury. Sám rovněž vydal několik románů. V roce 1938 založil magazín The Welsh Review, který editoval do roku 1948. Zemřel v Aberystwythu ve věku 92 let. Byl nositelem Řádu britského impéria.